# West Suffolk (distretto)
West Suffolk è un distretto del Suffolk, Inghilterra, Regno Unito, con sede a Bury St Edmunds. Vi risiedono 186 063 abitanti. Il distretto fu creato con il 1º aprile 2019 dalla fusione Forest Heath ed St Edmundsbury.